# 38 Special
38 Special (auch .38 Special oder Thirty-Eight Special genannt) ist eine US-amerikanische Rockband, die 1975 in Jacksonville, Florida gegründet wurde. Anfangs spielte die Band Southern Rock nach dem Vorbild von Bands wie Lynyrd Skynyrd und den Allman Brothers. Ab Ende der 1970er Jahre wandte sich 38 Special der am Mainstream orientierten Rockmusik und dem AOR zu. Die Alben der späten 1990er und 2000er Jahre werden dem Pop-Rock zugeordnet. Ihre größten kommerziellen Erfolge erreichte die Gruppe in den 1980er Jahren.

## Bandgeschichte
Gegründet wurde 38 Special 1975 von Sänger Donnie Van Zant, den Gitarristen Jeff Carlisi und Don Barnes, Bassist Ken Lyons und den Schlagzeugern Jack Grondin und Steve Brookins. Nachdem das Label A&M Records die Gruppe unter Vertrag genommen hatte, erschien 1977 das Debütalbum .38 Special, gefolgt vom zweiten Album Special Delivery (1978). Obwohl diese beiden Alben nur wenig Zuspruch erhielten, konnte sich die Gruppe durch zahlreiche Live-Auftritte eine solide Fan-Basis erspielen. Vor den Aufnahmen zum dritten Album wurde Bassist Lyons durch Larry Junstrom ersetzt. Zugleich änderte 38 Special die musikalische Ausrichtung vom reinen Southern Rock hin zum AOR und nahm beim Songwriting die Hilfe Dritter in Anspruch. Das Titelstück des 1979er Albums Rockin’ Into the Night, geschrieben von den Survivor-Mitgliedern Frankie Sullivan und Jim Peterik, wurde der erste Charterfolg der Band mit Platz 43 in den Billboard Hot 100. Zugleich übernahm Gitarrist Barnes weite Teile des Gesangs. 1981 erschien das nächste Album Wild-eyed Southern Boys und brachte den kommerziellen Durchbruch. Es erreichte Platz 18 der US-amerikanischen Album-Charts und wurde mit Platin zertifiziert, die wiederum von Jim Peterik geschriebene Single-Auskopplung Hold On Loosely stieg bis auf Platz 27 der Billboard Hot 100.
Anfang der 1980er Jahre tourte 38 Special erstmals durch Europa und fand durch ihren von zwei Schlagzeugern bestimmten Sound seine Anhänger, der kommerzielle Durchbruch gelang jedoch dort nicht. In den USA hingegen wurde das 1982er Album Special Forces erneut mit Platin zertifiziert und brachte der Band mit Caught Up in You ihren ersten Top-Ten-Erfolg. Auch die beiden folgenden Alben Tour de Force (1983) und Strength in Numbers (1986) erreichten in den Billboard 200 hohe Platzierungen. 1987 verließen Don Barnes und Steve Brookins die Band, ersetzt wurde Barnes durch die Gitarristen Max Carl und Danny Chauncey. Das 1987er Best-of-Album Flashback verkaufte sich zunächst schleppend, das Augenmerk der Band lag darauf, mit dem nächsten Studioalbum ihre Fans zu behalten. Nachdem Donnie Van Zant und Jeff Carlisli bei der 1988er Tournee von Lynyrd Skynyrd als Live-Musiker teilgenommen hatten, veröffentlichte 38 Special das nächste Studioalbum Rock & Roll Strategy. Zwar gelingt der Band mit der Ballade Second Chance ein weiterer Top-Ten-Hit in den USA, das Album selber markierte den letzten kommerziellen Erfolg der Band. 1991 kehrte Don Barnes in die Band zurück und die Besetzung wurde um Schlagzeuger Scott Hoffman und Keyboarder Bobby Capps erweitert. Mittlerweile bei Charisma unter Vertrag, erschien 1991 das Album Bone Against Steel, das nur wenig Beachtung fand. Die folgenden Jahre tourte 38 Special, ohne ein neues Album zu veröffentlichen. Erst 1997 erschien bei CBH das Comeback-Album Resolution, das keinen nennenswerten Erfolg verzeichnen konnte.
Seit Ende der 1990er Jahre veröffentlichte 38 Special zwei Studioalben und ein Live-Album, die jedoch wenig Beachtung fanden, und konzentrierte sich auf Live-Auftritte. Im Jahr 2007 war die Band Vorgruppe von Lynyrd Skynyrd und Hank Williams Jr.’s Rowdy Frynds Tour. Am 27. September 2008 traten sie im Rahmen eines CMT-Crossroads-Special mit dem Country-Sänger Trace Adkins auf. Im Jahr 2009 war 38 Special die Vorgruppe für REO Speedwagon und Styx als Teil der Can’t-Stop-Rockin’-Tour. Im Jahr 2010 erschien das Live-Album Live From Texas. Die Gruppe tritt nach wie vor auf. Im Herbst 2012 wurde 38 Special in die Georgia Music Hall of Fame aufgenommen.

## Diskografie

### Studioalben
| Jahr | Titel                       | Höchstplatzierung, Gesamtwochen, AuszeichnungChartsChartplatzierungen (Jahr, Titel, Platzierungen, Wochen, Auszeichnungen, Anmerkungen) | Anmerkungen                              |
| Jahr | Titel                       | US | Anmerkungen                              |
| ---- | --------------------------- | --- | ---------------------------------------- |
| 1977 | 38 Special                  | US148 (5 Wo.)US | Erstveröffentlichung: August 1977        |
| 1978 | Special Delivery            | — | Erstveröffentlichung: November 1978      |
| 1979 | Rockin’ into the Night      | US57 (19 Wo.)US |                                          |
| 1981 | Wild-Eyed Southern Boys     | US18 Platin · (57 Wo.)US | Erstveröffentlichung: Mai 1981           |
| 1982 | Special Forces              | US10 Platin · (42 Wo.)US | Erstveröffentlichung: Juni 1982          |
| 1983 | Tour de Force               | US22 Platin · (39 Wo.)US |                                          |
| 1986 | Strength in Numbers         | US17 Gold · (31 Wo.)US | Erstveröffentlichung: April 1986         |
| 1988 | Rock & Roll Strategy        | US61 (41 Wo.)US | Erstveröffentlichung: 1. September 1988  |
| 1991 | Bone Against Steel          | US170 (7 Wo.)US |                                          |
| 1997 | Resolution                  | — | Erstveröffentlichung: 17. Juni 1997      |
| 2001 | A Wild-Eyed Christmas Night | — | Erstveröffentlichung: 25. September 2001 |
| 2004 | Drivetrain                  | — | Erstveröffentlichung: 24. Juli 2004      |

### Livealben
- 1999: Live at Sturgis[8]
- 2000: Extended Versions: The Encore Collection
- 2010: Authorized Bootleg – Nassau Coliseum, Uniondale, New York 1/29/85
- 2011: Live From Texas
- 2020: Hot Night at the Juke Joint: The Dallas Broadcast 1984
- 2023: Live at Rockpalast 1981

### Kompilationen
| Jahr | Titel                             | Höchstplatzierung, Gesamtwochen, AuszeichnungChartsChartplatzierungen (Jahr, Titel, Platzierungen, Wochen, Auszeichnungen, Anmerkungen) | Anmerkungen                     |
| Jahr | Titel                             | US | Anmerkungen                     |
| ---- | --------------------------------- | --- | ------------------------------- |
| 1987 | Flashback: The Best of 38 Special | US35 Platin · (17 Wo.)US | Erstveröffentlichung: Juli 1987 |

Weitere Kompilationen
- 2000: The Best of 38 Special
- 2000: Extended Versions: The Encore Collection
- 2001: Anthology
- 2003: The Very Best of the A&M Years (1977–1988)
- 2011: Icon

### Singles
| Jahr | Titel Album                                           | Höchstplatzierung, Gesamtwochen, AuszeichnungChartsChartplatzierungen (Jahr, Titel, Album, Platzierungen, Wochen, Auszeichnungen, Anmerkungen) | Anmerkungen                             |
| Jahr | Titel Album                                           | US | Anmerkungen                             |
| ---- | ----------------------------------------------------- | --- | --------------------------------------- |
| 1979 | Rockin’ into the Night                                | US43 (9 Wo.)US | Erstveröffentlichung: 29. Dezember 1979 |
| 1981 | Hold On Loosely Wild-Eyed Southern Boys               | US27 (17 Wo.)US |                                         |
| 1981 | Fantasy Girl Wild-Eyed Southern Boys                  | US52 (10 Wo.)US |                                         |
| 1982 | Caught Up in You Special Forces                       | US10 (17 Wo.)US |                                         |
| 1982 | You Keep Runnin’ Away Special Forces                  | US38 (11 Wo.)US |                                         |
| 1983 | If I’d Been the One Tour de Force                     | US19 (16 Wo.)US |                                         |
| 1983 | Back Where You Belong Tour de Force                   | US20 (13 Wo.)US |                                         |
| 1984 | Teacher, Teacher Teachers (Soundtrack)                | US25 (12 Wo.)US |                                         |
| 1986 | Like No Other Night Strength in Numbers               | US14 (16 Wo.)US |                                         |
| 1986 | Somebody Like You Strength in Numbers                 | US48 (12 Wo.)US |                                         |
| 1987 | Back to Paradise Revenge of the Nerds II (Soundtrack) | US41 (11 Wo.)US |                                         |
| 1988 | Rock & Roll Strategy                                  | US67 (8 Wo.)US |                                         |
| 1989 | Second Chance Rock & Roll Strategy                    | US6 (21 Wo.)US | Erstveröffentlichung: 19. Juni 1989     |
| 1989 | Comin’ Down Tonight Rock & Roll Strategy              | US67 (7 Wo.)US |                                         |
| 1991 | The Sound of Your Voice Bone Against Steel            | US33 (15 Wo.)US |                                         |

Weitere Singles
- 1981: Wild-Eyed Southern Boys (Wild-Eyed Southern Boys)
- 1982: Chain Lightnin’ (Special Forces)
- 1982: Back on the Track (Special Forces)
- 1986: Heart’s on Fire (Strength in Numbers)
- 1988: Little Sheba (Rock & Roll Strategy)
- 1991: Rebel to Rebel (Bone Against Steel)
- 1997: Fade to Blue (Resolution)